# Episodi di Space Force (seconda stagione)
La seconda e ultima stagione della serie televisiva Space Force è stata distribuita su Netflix il 18 febbraio 2022, in tutti i paesi in cui il servizio è disponibile.
| nº | Titolo originale         | Titolo italiano       | Pubblicazione    |
| -- | ------------------------ | --------------------- | ---------------- |
| 1  | The Inquiry              | L'indagine            | 18 febbraio 2022 |
| 2  | Budget Cuts              | Tagli di bilancio     | 18 febbraio 2022 |
| 3  | The Chinese Delegation   | La delegazione cinese | 18 febbraio 2022 |
| 4  | The Europa Project       | Il progetto Europa    | 18 febbraio 2022 |
| 5  | Mad (Buff) Confidence    | Basta crederci        | 18 febbraio 2022 |
| 6  | The Doctor's Appointment | La visita medica      | 18 febbraio 2022 |
| 7  | The Hack                 | L'attacco hacker      | 18 febbraio 2022 |